# Естадио Антонио Масео
Естадио „Антонио Масео“ е футболен стадион в Сантяго де Куба, втория по население град в Куба.
Намира се на 2,5 км североизточно от сградата на градската управа в квартал „Репарто Суеньо“.
Има капацитет от 5000 зрители. Част е от едноименния комплекс с няколко прилежащи тренировъчни игрища и плувен басейн.
Кръстен е на Хосе Антонио де ла Каридад Масео и Грахалес – един от водачите на борбата за независимост. Родом от Сантяго де Куба, той е наричан „Бронзовия титан“ заради цвета на кожата си. Неговото име носят също местното летище с международно значение и площад с паметника на Революцията в северния край на града. Неговата къща музей е на 2 преки улици от сградата на общината.
Използва се от местния отбор в елита „ФК Сантяго де Куба“, шампион за 2017 година .